# 藁谷麻美
藁谷 麻美（わらがい あさみ、1982年3月7日 - ）は、日本のフリーアナウンサー、元声優。PICANTE所属。

## 来歴
福島県いわき市出身。
2000年、地元の高校を卒業後に大妻女子大学短期大学部国文科に進学。それと並行して東京アナウンスアカデミーにも在籍し、幼少期から憧れていた声優を目指す。
2002年4月、短大卒業とともに81プロデュースに入所。声優活動を開始するも、自分の実力では先が見えなかった。
2005年3月をもって声優業から身を引き、同月に地元テレビユー福島 (TUF) の契約アナウンサーになる。アナウンサーへの転向直後にはアニメ声の癖が抜けず、声の強弱が激しかったためにニュースを読ませてもらえなかったが、ナレーションの仕事に関しては声優の経験がプラスになっている部分もあるという。
2006年3月にテレビユー福島との契約を終了し、同年4月にテレビ大阪 (TVO) の契約アナウンサーになる。2008年には、同じくテレビ大阪の契約アナウンサーであった竹内優美とアイドルアナウンサーユニット「ユミー&マミー」を結成。竹内が契約満了により2010年3月にテレビ大阪を退社してからは、彼女にかわって関西の地上デジタル放送推進大使ユニット「TEAM2011」のメンバーを務めていた。
2011年3月にテレビ大阪との契約を終了。その直前に東日本大震災（東北地方太平洋沖地震）が発生したこともあり、以後は自らのふるさとである福島県いわき市の復興も活動テーマの1つとしている。同年5月22日、そのいわき市にて結婚式を行った。
2012年4月からワイワイワイに所属。同年7月から産休を取り、8月に第1子を出産した。
2013年3月に仕事に復帰するも、同年8月末に大阪を離れ、郷里の福島で生活することを8月2日付の自らのブログ記事にて公表した。それに伴い、それまで担当していたテレビ大阪『たかじんNOマネー〜人生は金時なり〜』のナレーションを降板し、同月をもってワイワイワイも退所した。

## 出演（声優）

### 作品

#### 音声ドラマ
- KIRAI（女生徒）
- ふしぎ遊戯 玄武開伝（ダルテ）

#### OVA
- .hack//Liminality in case of AIHARA,Yuki

### 出演

#### テレビアニメ
2002年
- プリンセスチュチュ（少女）
- ポケットモンスター サイドストーリー（ヨモコ）

2004年
- マリア様がみてる（生徒）

2005年
- ガンパレード・オーケストラ（店員）
- 砂ぼうず（あさり、子供）
- マシュマロ通信（女子生徒）
- MAJOR 1stシーズン（堺）

2010年
- ジュエルペット（リポーター）

#### BLCD
- キレパパ。2（女性司会者）

#### 映画
- アーサーと魔王マルタザールの逆襲（ツチボタル）〈日本語吹き替え版〉
- 超劇場版ケロロ軍曹2 深海のプリンセスであります!（藁谷オペレーター）

#### ラジオ
- (有)櫻井工房（文化放送 アルバイト）
- 集英学園乙女研究部（文化放送、初代アシスタント）

#### CM
- TAC株式会社（店頭モニター）

## 出演（アナウンサー）

### テレビユー福島
- まるとく（2005年 - 2006年） - 司会
- なすびの目八丁耳八丁（2005年 - 2006年） - ナレーター[1]
- 世界バリバリ★バリュー（2005年、毎日放送製作）

### テレビ大阪
☆は、フリー転向後にも引き続き担当した番組。
- 読み聞かせキャラバン
- ゴルフ魂の法則 - ナレーター
- THE フィッシング - ミニコーナー「フィッシング・ジオ」ナレーター☆
- シネマクラブ - ナビゲーター
- たこるTV - ナビゲーター
- NEWSα
- ニュースBIZ
- みみヨリぃ!?
- しっとこ！
- 美味!ニッポン
- メッセ弾 - 不定期出演、赤ジャケ（番組進行役）
- NEWS MARKET 11 - リポーター
- 熱烈阪神優勝宣言〜ねっとら〜 - 助手
- GA-tuuun! → ガツン!
- ペット大集合!ポチたま（テレビ東京製作）
- Takoru The Movie Takoru Shock!!!! - 駒川とも子 役
- かがくdeムチャミタス! - ナレーター
- 女性のためのこだわりライフスタイル講座 - リポーター
- 大阪市議会 - 司会
- ユミー&マミーの7アナ - マミー 役
- 子供の夢を育てよう！[要検証 – ノート] - リポーター
- デキ男ズウォーカー - アシスタント
- おとな旅あるき旅
- キッザニア甲子園
- SG競艇LIVE - リポーター
- たかじんNOマネー〜人生は金時なり〜 - ナレーター☆

### フリー転向後
- 街角トレジャーハンター！（ケイ・キャット） - リポーター[7]
- ふくしまスーパーJチャンネル（2014年 - 、福島放送） - 「ふくしまからはじめよう。」リポーター
- 富澤タクのがちラジエンタ ボーン・イン・ザ・フクシマ（2014年 - 、SEA WAVE FMいわき） - パートナー
- 福島まるごとライブ ヨジデス（福島放送） - リポーター

## 執筆

### 雑誌
- KANSAI B.L.T.（東京ニュース通信社） - コラム連載